# Valvola a saracinesca

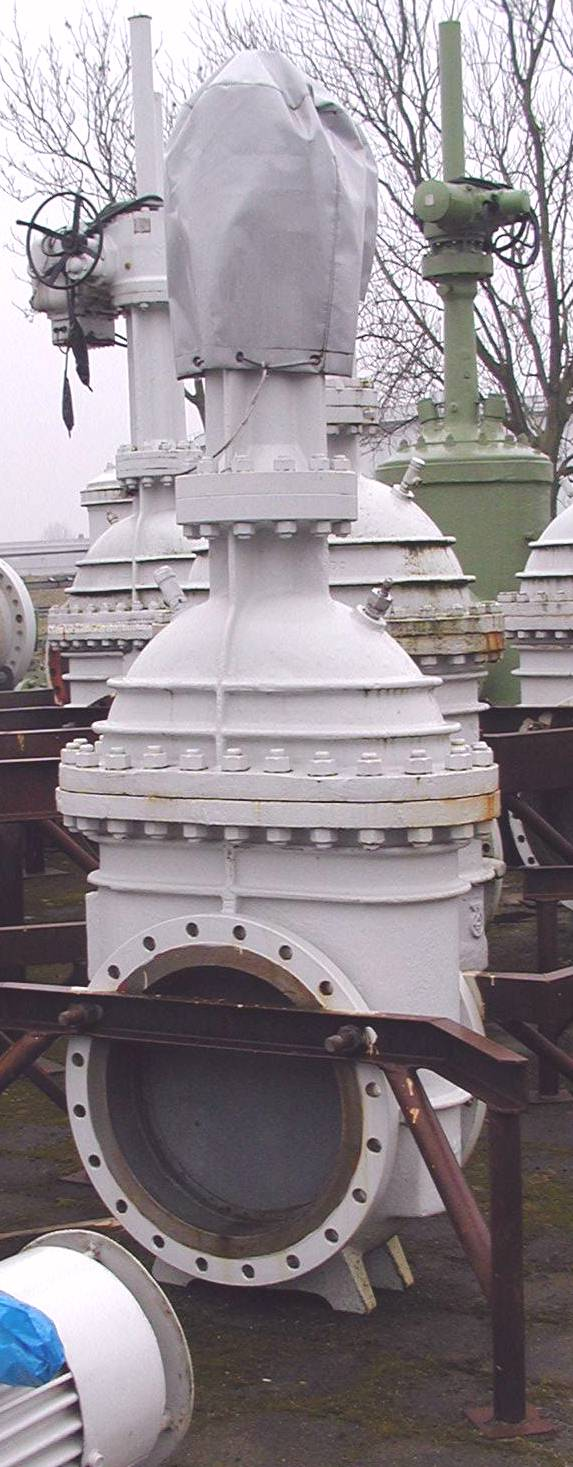
valvola a saracinesca flangiata

La valvola a saracinesca (in inglese gate valve) è una valvola in cui l'otturatore è una saracinesca. Può essere a sezione dritta (ghigliottina) o a sezione inclinata (cuneo) a seconda rispettivamente dell'impiego ad alte o a basse portate.
Viene sempre impiegata come valvola di intercettazione, non è invece adatta come valvola di regolazione. Infatti l'otturatore causa forte turbolenza nel flusso e conseguentemente rapida erosione degli organi di tenuta, oltre a rumorose e sgradite vibrazioni in chiusura.

## Caratteristiche tecniche
Le saracinesche sono comunemente realizzare in ghisa (principalmente sferoidale ma anche grigia) o in acciaio con eventuali riporti di metalli come stellite per le parti di tenuta meccanica e sono costituite principalmente da:
- corpo e cappello (o testata): in ghisa o acciaio di solito rivestiti, internamente ed esternamente, con resine epossidiche;
- otturatore, che per questa classe di valvole è chiamato appunto saracinesca. Può essere a sezione dritta (ghigliottina) o a sezione inclinata (cuneo) a seconda rispettivamente dell'impiego ad alte o a basse portate. Può essere rivestito per impieghi a bassa temperatura con elastomeri quali EPDM e NBR (cuneo gommato);
- stelo o asse di manovra:
  - manuale: volantino o leva;
  - motorizzato: attuatore elettrico o pneumatico.

Il corpo alloggia i meccanismi adatti a far muovere l'organo otturatore in modo che il suo abbassamento possa determinare l'ostruzione totale del flusso. L'ostruzione parziale è sconsigliata.
Per la regolazione di fluidi vedi valvole a globo o regolatrici.
Tutte le superfici interne della valvola che entrano a contatto con l'acqua devono essere opportunamente protette contro la corrosione.
Di regola nel caso di superfici in ghisa sferoidale o acciaio al carbonio si utilizzano vernici a base di polveri epossidiche, le quali, se l'acqua trasportata è destinata al consumo umano non devono modificare le sue caratteristiche organolettiche, fisico - chimiche e microbiologiche secondo quanto stabilito dal Decreto 6 aprile 2004, n. 174 del Ministero della Salute; lo stesso vale per gli anelli di tenuta e per le eventuali paste lubrificanti utilizzate nella fase di giunzione.

## Tipologie
Le valvole a saracinesca possono essere di tre tipi a seconda della pressione di esercizio:
- a corpo piatto (fino a 16bar);
- a corpo ovale (fino a 25 bar);
- a corpo cilindrico (25÷40 bar);
- in tenuta autoclave (40÷600 bar).

## Sede di tenuta
La valvola a saracinesca in base alla tipologia della sede di tenuta può essere:
- a sede morbida: in questo caso la tenuta è garantita dalla compressione del rivestimento elastomerico (EPDM, NBR, ecc.) del cuneo nella sede predisposta all'interno del corpo.
- a sede metallica: in questo caso la tenuta è garantita dal contatto dell'anello di tenuta metallico posto sul disco e da quello posto sulla sede del corpo. Di norma si utilizzano anelli di tenuta in ottone (o acciaio inox) sia sul cuneo che sul corpo. Per la tenuta può essere utilizzata la stellite per ridurre l'usura della sede di tenuta.

## Giunzione ed installazione

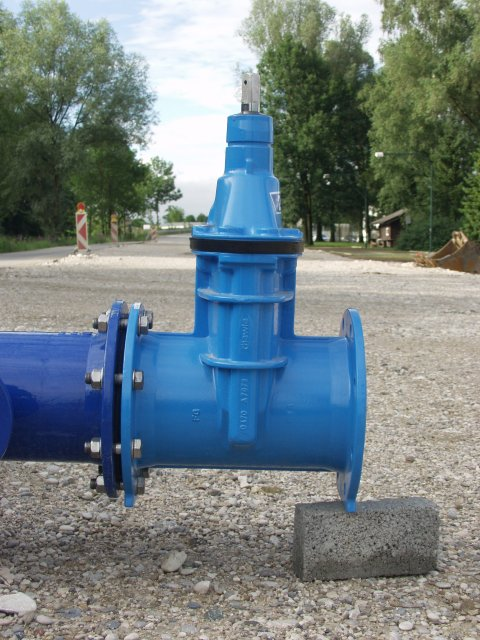
giunzione flangiata tra tubazione e saracinesca

Di norma le saracinesche sono collegate alle condotte in pressione mediante raccordi a flangia, a bicchiere o misti (con una flangia e un bicchiere).
L'installazione può essere fatta in un pozzetto ispezionabile o direttamente nel terreno (come accade nelle reti idriche cittadine).

## Funzionamento
L'apertura totale della valvola dà perdite di carico localizzate esigue mentre l'apertura parziale crea forti perturbazioni nella corrente liquida e notevoli perdite di carico localizzate; pertanto non è adatta alla regolazione.
Le manovre delle saracinesche di piccolo diametro si possono fare direttamente a mano (comando a volantino o a leva); con diametro rilevanti o per pressioni molto forti, è necessario avere organi demoltiplicatori (valvole con riduttore manuale a volantino) o servomotori (valvole motorizzate con attuatori elettrici o pneumatici).
Nel caso di forti pressioni e/o di diametri grandi l'attrito fra cuneo e seggi può essere tale da ostacolare o impedire le manovre di apertura.
In questi casi si installa un piccolo bypass munito di rubinetto, che, nel caso di valvola chiusa, permette il preventivo equilibramento delle pressioni sulle due facce (monte e valle) dell'otturatore, facilitandone così l'apertura.
La direzione preferita di chiusura è in senso orario, le valvole per cui è prevista la chiusura antioraria devono avere sul volantino un'apposita marcatura che indichi il senso di chiusura.

## Uso
Sono utilizzate:
- sulle condotte di adduzione e reti di distribuzione di acqua potabile;
- sulle reti irrigue;
- sulle reti antincendio;
- negli impianti di trattamento delle acque;
- nelle stazioni di pompaggio;
- nei serbatoi (circuito idraulico);
- nei sistemi di regolazione installate di norma a monte e a valle del regolatore.

## Pressione di progetto
Le valvole a saracinesca, come tutte le altre apparecchiature idrauliche destinate a sistemi idrici, rientrano nella designazione PN e devono essere progettate in modo tale che le loro pressioni caratteristiche, PFA, PMA, PEA, siano conformi ai valori (espressi in bar) riportati nella seguente tabella per la corrispondente PN:
| PN | PFA | PMA | PEA |
| 6  | 6   | 8   | 12  |
| 10 | 10  | 12  | 17  |
| 16 | 16  | 20  | 25  |
| 25 | 25  | 30  | 35  |

- PFA e PMA si applicano alle valvole in tutte le posizioni da quella completamente chiusa a quella completamente aperta;
- PEA sia applica solo alle valvole non nella posizione chiusa.

Il costruttore può indicare valori superiori rispetto a quelli in tabella che rappresentano i valori minimi a condizione però che la valvola sia conforme alle UNI EN 1074.
Comunque PEA deve risultare sempre:
- ≥ 1,5 PMA
- ≥ (PMA +5)

## Velocità massima di progetto
Le valvole devono essere progettate per garantire la seguente velocità massima (in m/s) in condizioni di portata costante e in funzione della pressione di esercizio ammissibile (in bar):
| PFA | V   |
| 6   | 2,5 |
| 10  | 3   |
| 16  | 4   |
| 25  | 5   |

## Certificazioni
Le aziende produttrici delle saracinesche devono fornire:
- la Certificazione, rilasciata da un Organismo di parte terza, accreditato secondo la norma UNI CEI EN 45012, che attesta che la Ditta fornitrice mantiene un Sistema Qualità aziendale conforme ai requisiti della norma UNI EN ISO 9001:2000 in relazione alla produzione di saracinesche;
- la Certificazione di Prodotto attestante la conformità delle saracinesche alle norme UNI EN 1074-1 e UNI EN 1074-2, rilasciata da un Organismo di parte terza, accreditato secondo le norme UNI CEI EN 45011 e UNI CEI EN ISO/IEC 17020.

Inoltre in caso di trasporto di acqua potabile deve essere fornita una dichiarazione di Conformità al Decreto 6 aprile 2004, n. 174, Ministero della Salute rilasciata da laboratori terzi accreditati, relativa ai rivestimenti interni, agli elastomeri (anelli di tenuta) ed a tutti quei materiali che devono entrare in contatto con l'acqua potabile.

## Marcatura
Sulla saracinesca con DN > 50 mm devono essere impresse, in maniera durevole e chiaramente visibile secondo EN 19, almeno le seguenti indicazioni:
- diametro nominale (DN);
- pressione nominale (PN);
- identificazione del materiale dell'involucro;
- nome del costruttore e/o marchio di fabbrica;
- anno di fabbricazione;
- norma UNI EN di riferimento;

Sul cuneo devono essere impresse, in rilievo, le seguenti indicazioni:
- la dimensione nominale;
- l'identificazione del fabbricante;
- il riferimento alla norma (EN 681-1);
- il tipo di applicazione (WA) e la classe di durezza;
- il trimestre e l'anno di fabbricazione;
- l'indicazione abbreviata della eventuale gomma di rivestimento (es. EPDM).

## Normativa
- UNI EN 1074-2: Valvole per la fornitura di acqua - Requisiti di attitudine all'impiego e prove idonee di verifica - Valvole di intercettazione.
- UNI EN 1074-1: Valvole per la fornitura di acqua - Requisiti di attitudine all'impiego e prove idonee di verifica - Requisiti generali.
- ISO 5208:1993: Collaudo (NORME E RIFERIMENTI)